# Borhānlū
Borhānlū (persiska: برهان لو, بُرهانلو) är en ort i Iran.   Den ligger i provinsen Västazarbaijan, i den nordvästra delen av landet, 600 km väster om huvudstaden Teheran. Borhānlū ligger 1 293 meter över havet och antalet invånare är 370.
Terrängen runt Borhānlū är platt åt nordost, men åt sydväst är den kuperad.Runt Borhānlū är det ganska tätbefolkat, med 185 invånare per kvadratkilometer. Närmaste större samhälle är Urmia, 8,5 km nordväst om Borhānlū. Trakten runt Borhānlū består i huvudsak av gräsmarker.